# Micrathyria schumanni
Micrathyria schumanni är en trollsländeart som beskrevs av Philip Powell Calvert 1906. Micrathyria schumanni ingår i släktet Micrathyria och familjen segeltrollsländor. IUCN kategoriserar arten globalt som livskraftig. Inga underarter finns listade i Catalogue of Life.